# القصاع

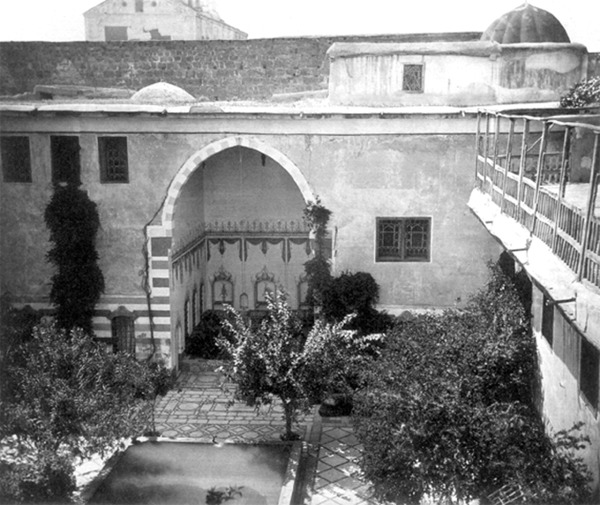
منزل سعيد القوتلي الذي يعود إلى عام 1862 في حي القصاع

القصاع حي من أحياء مدينة دمشق حيث يقع في منطقة ساروجة ويعتبر مركز تجاري وسياحي مهمّ في المدينة، وفيه عدد من الكنائس وتكثر فيه المحلات التجارية والصناعات التقليدية الشامية القديمة والمطاعم والمقاهي. سكان القصاع هم في الغالب من المسيحيين من الطبقة الغنية. تعود تسمية الحي نسبة إلى مهنة صناعة القصاع التي كانت متمركزة فيه قديماً، وهي تسمية متواترة شعبياً.

## تاريخ
يعود تاريخ تأسيس الحي إلى أوائل القرن العشرين، خلال السنوات الأخيرة من الحكم العثماني. تأسس الحي على يد المسيحيين القادمين من حي البلدة القديمة في باب توما والذين انتقلوا إلى القصاع بسبب الظروف المعيشية المتزايدة الصعوبة في مباني باب توما القديمة والأزقة الضيقة. كما شعر سكان باب توما بالأمان الكافي للانتقال إلى الضواحي غير المرغوب فيها في المدينة القديمة بسبب زيادة الحماية التي وضعها العثمانيون في أعقاب مجزرة المسيحيين في دمشق عام 1860. وقد تم تطوير حي القصاع خلال فترة الانتداب الفرنسي، وتم تصميمه على غرار الخطوط التي وضعها المهندس المعماري الفرنسي ميشيل إيكوتشارد. في تعداد السكان الذي قام به الانتداب الفرنسي عام 1936، بلغ عدد سكان حي القصاع حوالي 1,872 نسمة، جميعهم من المسيحيين.

## معالمه
- ساحة جورج خوري